# 대포통장
대포통장(大砲通帳)은 제 3자의 명의를 도용하여 통장의 실사용자와 명의자가 다른통장을 말한다. 다른말로는 차명계좌이다.
예금통장 또는 현금(직불,체크)카드 등을 타인에게 양도, 대여, 판매하는 행위는 전자금융거래법 위반이며 범죄에 이용했을 경우, 관련법에 의해 형사처벌을 받는다. 대포통장을 제공한 사람의 경우, 금융기관에 금융질서문란자로 코드가 등재되어 신용/체크카드 개설, 신규 대출 등이 거절당한다.

## 다계좌개설사유서
2010년 하반기부터 각 은행과 우체국, 농협, 신협, 수협, 새마을금고, 산림조합에서 전 금융기관 개설계좌 조회가 되어 최근 1개월(20 영업일) 내에 1개 이상의 계좌를 개설할 경우, 은행원은 입출금통장 개설하는 사람으로부터 개설목적 확인을 받아야 한다. 은행원의 주관적인 판단하에 1개월(20 영업일)내에 입출금계좌가 많이 생성될 경우, 계좌개설을 거부할 수 있는 권리가 있다.